# جوقة الفرح
جوقة الفرح هي جوقة كنسية سورية تطوعية، تتبع كنيسة سيدة دمشق، أسسها الأب الياس زحلاوي.
انطلقت عام 1977 بخمسة وخمسين طفلاً من كلا الجنسين ومن جميع الطوائف المسيحية، وكانت خدمتها الأولى ليلة عيد الميلاد من نفس العام وتضم اليوم حوالي 500 منشد تتراوح أعمارهم بين 7 سنوات و75 سنة.

## إدارة الجوقة
تدير الجوقة لجنة تسمى اللجنة العليا والتي تخطط لنشاط الجوقة وتشرف عليه وتقيّمه، تضم الأب المؤسس والمسؤولين الإداريين والفنيين عن كل جوقة، إضافة لمسؤول مالي وعضوين منتخبين.

## أهداف الجوقة
1. المساهمة في بناء الإنسان المسيحي في كل عضو من أعضائها.
2. إحياء الطقوس الكنسية البيزنطية والمحافظة عليها ونشر ترانيمها.
3. إحياء ترانيم دينية عربية عامة تخاطب كل مؤمن بالله.
4. إحياء التراث الموسيقي العربي.
5. إنشاء خط يتبنى قضايا الإنسان عامة والإنسان العربي خاصة بإنشاد ما يعود له من حقّ في الحياة والكرامة والحرية والفرح

## التقسيم الإداري والفني للجوقة
تضم الجوقة حاليا خمس جوقات يشرف عليها فنياً وإدارياً شبان وشابات من الجوقة ذاتها وهي:
1. الجوقة الأولى (التحضيرية): وتضم أطفالا من الصفوف الابتدائية الثاني والثالث والرابع.
2. الجوقة الثانية (الابتدائية والإعدادية): تضم من الصفوف الابتدائية الخامس والسادس والصفوف الإعدادية
3. الجوقة الثالثة (الثانوية): تضم شبانا وشابات من الصفوف الثانوية
4. الجوقة الرابعة (الجامعية): تضم شبانا وشابات جامعيين
5. الجوقة الخامسة (الكبرى): تضم الخريجين وبعض السيدات والرجال

## أهم التسجيلات الصوتية للجوقة
1. إلى متى: ترانيم من أجل وحدة الكنيسة.
2. عند أقدام الصليب: ترانيم خدمة يوم الجمعة العظيم (بحسب الطقس البيزنطي).
3. إليك الورد: ترانيم الشهر المريمي.
4. دراج النور: ترانيم جديدة للسيدة العذراء من كلمات وألحان أعضاء من الجوقة.
5. ضلك ضوي: ترانيم خاصة بعيد الميلاد تأليف وتلحين مروان نخلة.
6. اللقاء الأول مع الأستاذ وديع الصافي.
7. اللقاء الثاني مع الأستاذ وديع الصافي.
8. حفل الميريديان (جزأين): مع الأستاذ وديع الصافي (مزامير وتراث).
9. أمسية انطلياس: مزامير مع الأستاذ وديع الصافي.
10. القداس الإلهي: الجوقة الجامعية.
11. أيام عالبال: حفل تكريم الأستاذ زكي ناصيف.
12. أمسية الفرح الصافي: حفل تكريم الأستاذ وديع الصافي.
13. الصوفانية (عودوا لأمكم): ترانيم خاصة بسيدة الصوفانية.
14. رفعتُ عينيّي: ترانيم عامة.
15. رحلة أوروبا: أغاني إنسانية ووطنية قدمت في أوروبا عام 1996.
16. أمسية الإخاء الوطني (قصر المؤتمرات 14/11/2002).

## مشاركات
قدمت الجوقة عبر مسيرتها أمسيات غنائية، فيها الوطني والإنساني والتراثي، وقد درجت منذ عام 2001، على تقديم أمسيات إخاء مسيحي إسلامي بمشاركة رابطة منشدي مسجد بني أمية، التي أسسها الشيخ حمزة شكور.
قدمت الجوقة عدداً كبيراً من الحفلات داخل سورية وخارجها مثل فرنسا والولايات المتحدة الأمريكية.

## وصلات خارجية
- موقع الجوقة